# ساوث هيفن (ميشيغان)
شاوث هيفن (بالإنجليزية: South Haven, Michigan)‏ هي مدينة تقع في مقاطعة فان بورين (ميشيغان), مقاطعة أليغان (ميشيغان) بولاية ميشيغان في شمال شرق الولايات المتحدة. تبلغ مساحة هذه المدينة 9.06 (كم²)، وترتفع عن سطح البحر 187 م، بلغ عدد سكانها 4403 نسمة في عام 2010 حسب إحصاء مكتب تعداد الولايات المتحدة وتصل الكثافة السكانية فيها 500 نسمة/كم2.

## التركيبة السكانية
قام مكتب تعداد الولايات المتحدة بتحديد بيانات التركيبة السكانية لساوث هيفن في تعداد الولايات المتحدة. في ما يلي، التركيبة السكانية حسب تعدادي 2000 و2010.

### تعداد عام 2000
بلغ عدد سكان ساوث هيفن 5,021 نسمة بحسب تعداد عام 2000، وبلغ عدد الأسر 2,095 أسرة وعدد العائلات 1,330 عائلة مقيمة في المدينة.
وتوزع التركيب العرقي للمدينة بنسبة 82.75% من البيض و 0.70% من الأمريكيين الأصليين و 0.70% من الأمريكيين ذوي الأصول الآسيوية و 12.83% من الأمريكيين الأفارقة و 1.99% من عرقين مختلطين أو أكثر.
بلغ عدد الأسر 2,095 أسرة كانت نسبة 27.8% منها لديها أطفال تحت سن الثامنة عشر تعيش معهم، وبلغت نسبة الأزواج القاطنين مع بعضهم البعض 47.4% من أصل المجموع الكلي للأسر، ونسبة 12.7% من الأسر كان لديها معيلات من الإناث دون وجود شريك، وكانت نسبة 36.5% من غير العائلات. تألفت نسبة 31.7% من أصل جميع الأسر من أفراد ونسبة 14.1% كانوا يعيش معهم شخص وحيد يبلغ من العمر 65 عاماً فما فوق. وبلغ متوسط حجم الأسرة المعيشية 2.90، أما متوسط حجم العائلات فبلغ 2.30.
بلغ العمر الوسطي للسكان 42 عاماً. وكانت نسبة 23.6% من القاطنين تحت سن الثامنة عشر، وكانت نسبة 6.3% بين  عاماً، ونسبة 24.2% كانت واقعةً في الفئة العمرية ما بين الخامسة والعشرين حتى الرابعة والأربعين عاماً، ونسبة 25.6% كانت ما بين الخامسة والأربعين حتى الرابعة والستين، ونسبة 20.3% كانت ضمن فئة الخامسة والستين عاماً فما فوق. يوجد لكل 100 أنثى 85.3 ذكر، ويوجد لكل 100 أنثى في الثامنة عشر من عمرها فما فوق 80.4 ذكر.
بلغ متوسط دخل الأسرة في المدينة 35,885 دولار، أما متوسط دخل العائلة فبلغ 46,307 دولار. وكان متوسط دخل الذكور 37,089 دولار مقابل 25,486 دولار للإناث. وسجل دخل الفرد الخاص بالمدينة 19,396 دولار. وكانت نسبة 7.8% من العائلات ونسبة 9.8% من السكان تحت خط الفقر، وكان من هؤلاء نسبة 10.2% تحت سن الثامنة عشر ونسبة 13.9% في الخامسة والستين من العمر وما فوق.

### تعداد عام 2010
بلغ عدد سكان ساوث هيفن 4,403 نسمة بحسب تعداد عام 2010، وبلغ عدد الأسر 1,959 أسرة وعدد العائلات 1,126 عائلة مقيمة في المدينة. في حين سجلت الكثافة السكانية 1,295.0 نسمة لكل ميل مربع (500.0/كم2). وبلغ عدد الوحدات السكنية 3,346 وحدة بمتوسط كثافة قدره 984.1 لكل ميل مربع (380.0/كم2).
وتوزع التركيب العرقي للمدينة بنسبة 81.7% من البيض و 0.7% من الأمريكيين الأصليين و 0.5% من الأمريكيين ذوي الأصول الآسيوية و 0.1% من سكان جزر المحيط الهادئ و 13.3% من الأمريكيين الأفارقة و 2.9% من عرقين مختلطين أو أكثر.
بلغ عدد الأسر 1,959 أسرة كانت نسبة 24.5% منها لديها أطفال تحت سن الثامنة عشر تعيش معهم، وبلغت نسبة الأزواج القاطنين مع بعضهم البعض 39.6% من أصل المجموع الكلي للأسر، ونسبة 15.0% من الأسر كان لديها معيلات من الإناث دون وجود شريك، بينما كانت نسبة 3.0% من الأسر لديها معيلون من الذكور دون وجود شريكة وكانت نسبة 42.5% من غير العائلات. تألفت نسبة 36.9% من أصل جميع الأسر من أفراد ونسبة 15.6% كانوا يعيش معهم شخص وحيد يبلغ من العمر 65 عاماً فما فوق. وبلغ متوسط حجم الأسرة المعيشية 2.80، أما متوسط حجم العائلات فبلغ 2.17.
بلغ العمر الوسطي للسكان 47.7 عاماً. وكانت نسبة 20.2% من القاطنين تحت سن الثامنة عشر، وكانت نسبة 7.9% بين  عاماً، ونسبة 19.1% كانت واقعةً في الفئة العمرية ما بين الخامسة والعشرين حتى الرابعة والأربعين عاماً، ونسبة 30.2% كانت ما بين الخامسة والأربعين حتى الرابعة والستين، ونسبة 22.5% كانت ضمن فئة الخامسة والستين عاماً فما فوق. وتوزع التركيب الجنسي للسكان بنسبة 44.9% ذكور و55.1% إناث.

## وصلات خارجية
- The US50 - Cities and Towns in Michigan State